# Abysses (album)
Pour les articles homonymes, voir Abysse (homonymie).
Albums de Tri Yann
la Tradition Symphonique 2 Rummadoù (Générations)
Abysses est le treizième album du groupe breton Tri Yann, sorti le 15 octobre 2007 chez Coop Breizh. C'est la suite de l'album Marines sorti en 2003. Marines parlait du dessus des mers et des marins, Abysses est plus mystérieux et parle des fonds sous-marins. Tri Yann a écrit et composé toutes les paroles et musiques de l'album ; toutefois, une partie de la mélodie de La Solette et le limandin est extrêmement proche de la musique de Il Ballo di Mantova, une chanson populaire italienne du XVIe siècle.

## Liste des chansons
| No  | Titre                                      | Durée |
| --- | ------------------------------------------ | ----- |
| 1.  | Gloire à toi Neptune ! (Tri Yann)          | 2:59  |
| 2.  | La solette et le limandin (Tri Yann)       | 4:07  |
| 3.  | Bransle des murènes (Tri Yann)             | 1:48  |
| 4.  | Dessous la ville de Nantes (Tri Yann)      | 3:13  |
| 5.  | Loc'hentez Kêr Is (Tri Yann)               | 6:28  |
| 6.  | Dans la lune au fond de l'eau (Tri Yann)   | 3:39  |
| 7.  | Petite Sirène (Tri Yann)                   | 4:15  |
| 8.  | J'ai croisé les Néréides (Tri Yann)        | 3:43  |
| 9.  | Sonenn ar mor don (Roland Mogn - Tri Yann) | 2:47  |
| 10. | Gavotenn ar seizh (Roland Mogn - Tri Yann) | 3:08  |
| 11. | Lancastria (Tri Yann)                      | 5:59  |
| 12. | Tir fo-tonn (Tri Yann)                     | 4:12  |
| 13. | Le sous-marin (Tri Yann)                   | 4:41  |
| 14. | L'eden des mers (Tri Yann)                 | 4:51  |
| 15. | Bonus (Tri Yann)                           | 6:38  |

## Musiciens
- Jean Chocun : chant, mandoline
- Jean-Paul Corbineau : chant
- Jean-Louis Jossic : chant, bombarde, chalémie, cromorne, psaltérion
- Gérard Goron : chant, batterie, mandoloncelle, guitares acoustique et électrique, programmations
- Jean-Luc Chevalier : guitares acoustique et électrique, oud, basse
- Konan Mevel : cornemuse, cornemuse à poche, whistles, duduk, midi-pipes, programmations
- Freddy Bourgeois : chant, piano, claviers
- Christophe Peloil : chant, violon, alto, whistles, flûte baroque, basse, piano

avec la participation de :
- Mélanie Goron : violon
- Etienne Tabourier : alto
- Maud Caron : violoncelle
- Anthony Masselin (Soldat Louis) : cornemuse
- Christophe Morvan (Sonerien Du) : cornemuse, bombarde
- Gwenhaël Mevel : bombarde

et la complicité de la MBS section cuivres indépendants :
- Michaël Plihon : trompette
- Alexandre Jolly : trompette
- Pierrick Poirier : trombone
- Pierre Beaumuis : cor
- Erwan Burban : cor
- Pierre-Jacques Hauton : tuba

## Réception commerciale
L'album est entré à la 46e place des ventes physiques en France. Il est resté une semaine dans le top 50 et dix semaines dans le top 200. 

## Classement
| Classement (2007)                | Meilleure position |
| -------------------------------- | ------------------ |
| France - Ventes Physiques (SNEP) | 46                 |